# Anton von Winzor

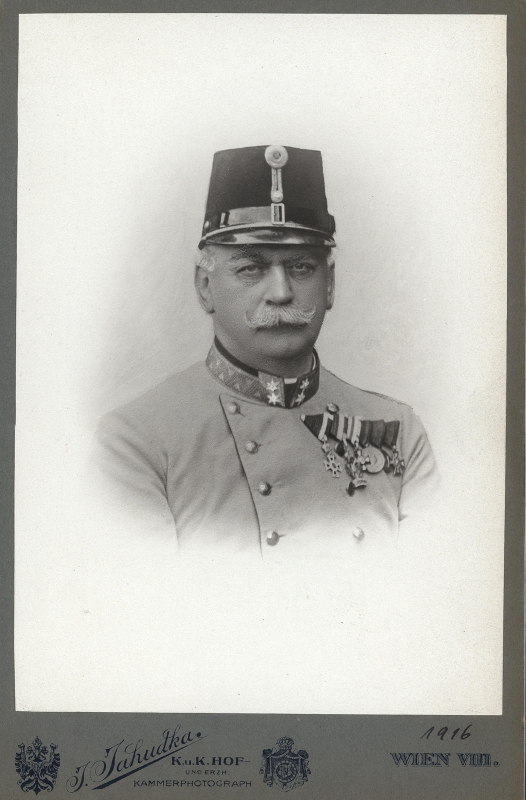
Anton von Winzor als Feldmarschallleutnant

Anton Rudolf Josef Hubert von Winzor, seit 1909 Freiherr (* 7. Juni 1844 in Joslowitz, Mähren; † 30. April 1910 in Preßburg, Königreich Ungarn) war ein Offizier der österreichisch-ungarischen Armee und 1907 bis 1909 Landeschef von Bosnien und Herzegowina.
Der Sohn eines k.k. Staatsbeamten besuchte die Theresianische Militärakademie, wurde 1898 Generalmajor, 1902 Feldmarschallleutnant und 1908 General der Kavallerie. 1892 bis 1898 fungierte er als Stabschef des 5. Armeekorps in Preßburg.
Winzor amtierte von 30. Juni 1907 bis 7. März 1909 als Landeschef, kommandierender General und Chef der Landesregierung, des während seiner Amtszeit annektierten Bosnien und Herzegowina. Gleichzeitig war er damit der Kommandeur des 15. Armeekorps in Sarajevo. Anschließend diente er bis zu seinem Tod als Kommandierender General des 5. Armeekorps in Preßburg.